# Chant choral des fribourgeois

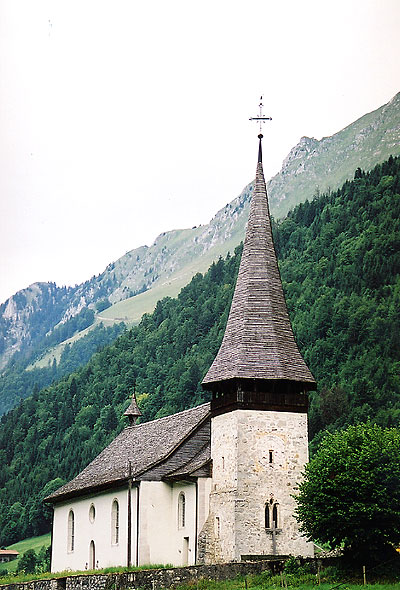
Le Cantorama, une ancienne église de Jaun, abrite aujourd'hui la maison du chant choral fribourgeois.

Le chant choral est une tradition vivante du canton de Fribourg, qui compte près d’un chanteur actif pour une quarantaine d’habitants. En 2011, la Fédération fribourgeoise des chorales rassemble près de 7 200 chanteurs, actifs dans 234 ensembles distincts.
La maison du chant choral fribourgeois est installée depuis 1992 dans le Cantorama, une ancienne église de la commune de Jaun,.